# 霍利斯·科普兰
小霍利斯·阿方索·科普兰（英語：Hollis Alphonso Copeland Jr.，1955年12月20日—），美国NBA联盟前职业篮球运动员。他在1978年的NBA选秀中第3轮第2顺位被丹佛掘金选中。